# Peter Moosbrugger
Peter Moosbrugger (* 27. Juli 1924 in Bizau; † 14. Dezember 2007 in Hörbranz) war ein österreichischer Politiker (ÖVP) und Landwirt. Er war von 1970 bis 1984 Abgeordneter zum Vorarlberger Landtag. 

## Ausbildung und Beruf
Moosbrugger besuchte acht Jahre lang die Volksschule Hörbranz und absolvierte zwischen 1941 und 1942 die Fachschule Mehrerau für Obst- und Gartenbau. Des Weiteren besuchte er die Offiziersschule und leistete von 1942 bis 1945 Kriegsdienst. Nach seiner Rückkehr aus der Kriegsgefangenschaft arbeitete er von 1945 bis 1962 am elterlichen Hof mit, ab 1962 führte er den elterlichen Hof selbst weiter. 

## Politik und Funktionen
Moosbrugger wurde 1954 Parteimitglied der Österreichischen Volkspartei und des Bauernbundes und fungierte als stellvertretender Obmann bzw. Obmann des Bauernbundes in Hörbranz. Er war in der Volkspartei zudem Mitglied der ÖVP Ortsparteileitung Hörbranz und von 1970 bis 1984 Mitglied der Landesparteileitung der ÖVP Vorarlberg. Lokalpolitisch engagierte er sich von 1960 bis 1975 in Hörbranz als Mitglied der Gemeindevertretung, zudem war er von 1965 bis 1975 Mitglied des Gemeinderates. 
Im Vorarlberger Landtag wurde Moosbrugger am 22. April 1970 als Nachfolger von Ludwig Hagspiel bzw. Vertreter des Wahlbezirkes Bregenz angelobt. Er gehörte bis 5. November 1984 dem Landtag an und war während seiner Zugehörigkeit zum Landtag Mitglied im Volkswirtschaftlichen Ausschuss, Mitglied im Kulturausschuss, Mitglied im Energiepolitischen Ausschuss und Mitglied im Landwirtschaftlichen Ausschuss, dem er zuletzt auch als Obmann vorstand. 
Neben seinen politischen Mandaten war Moosbrugger von 1966 bis 1978 Kammerrat der Landwirtschaftskammer Vorarlberg und ab 1984 Mitglied des Landesagrarsenates. Er war Vorstand des Musikvereins Hörbranz, Mitglied der Vorarlberger Offiziersgesellschaft und Mitglied im Aufsichtsrat des Raiffeisenverbandes und der Raiffeisenkasse Hörbranz. Zudem war er Obmann der Sennereigenossenschaft Leiblachtal.

## Privates
Moosbrugger war ab 1954 mit der aus Oberschlesien stammenden Irmgard Weiss verheiratet. Er wurde 1956, 1958 und 1963 jeweils Vater einer Tochter. Er war Schauspieler in der Theatergruppe Hörbranz und stellvertretender Obmann des Männerchores Hörbranz. Zudem war er als Bezirksobmann des Blasmusikverbandes und Obmann des Kameradschaftsbundes Hörbranz aktiv. 

## Auszeichnungen
- Eisernes Kreuz II. Klasse
- Eisernes Kreuz I. Klasse
- Ernennung zum „Ökonomierat“ (1983)
- Ehrenvorstand des Musikvereins Hörbranz